# Viðey kloster
Viðey-klosteret var et katolsk kloster beliggende på øen Viðey (en) nær Reykjavik, Island. Det blev grundlagt i 1225 og var det første Augustinerkloster på Island. Klosteret spillede en vigtig rolle i Islands religiøse og kulturelle udvikling i middelalderen. Klosteret fortsatte med at vokse og blev på et tidspunkt det næstrigeste kloster på Island. I 1539, under reformationen, blev klosteret overtaget af danske soldater, og mange af dets ejendomme blev konfiskeret og blev en del af det kongelige Bessastaðir gods. I dag er der kun få spor tilbage af klosteret på Viðey.